# Список наград и номинаций Тупака Шакура
Это список наград и номинаций, полученных американским рэпером и актёром Тупаком Шакуром.

## American Music Awards
American Music Awards — ежегодное американское шоу музыкальных премий. Шакур был номинирован — сначала в 1994 году, затем в 1997 году — как Любимый R&B/Хип-Хоп исполнитель. Он победил в номинации в 1997 году.
| Год  | Номинируемая работа | Категория                       | Результат |
| ---- | ------------------- | ------------------------------- | --------- |
| 1994 | Тупак Шакур         | Любимый R&B/Хип-Хоп исполнитель | Номинация |
| 1997 | Тупак Шакур         | Любимый R&B/Хип-Хоп исполнитель | Победа    |

## ASCAP Rhythm & Soul Music Awards
| Год  | Номинируемая работа                                        | Категория                   | Результат |
| ---- | ---------------------------------------------------------- | --------------------------- | --------- |
| 2005 | Runnin' (Dying to Live) (совместно с The Notorious B.I.G.) | Лучшая саундтрек-песня года | Победа    |

## ECHO Awards
ECHO Award — немецкая музыкальная премия, ежегодно присуждаемая Ассоциацией звукозаписывающих компаний Deutsche Phono-Akademie.
| Год  | Номинируемая работа | Категория                           | Результат |
| ---- | ------------------- | ----------------------------------- | --------- |
| 2002 | Тупак Шакур         | Лучший международный хип-хоп артист | Победа    |

## Grammy Award
Премия «Грэмми» является наградой Национальной академии звукозаписывающих искусств и наук Соединенных Штатов Америки за выдающиеся достижения в музыкальной индустрии. Ежегодная церемония награждения включает выступления известных артистов, а некоторые из наград, представляющих более популярный интерес, представлены в широко просматриваемой телевизионной церемонии. Шакур был номинирован 6 раз.
| Год  | Номинируемая работа                                      | Категория                                | Результат |
| ---- | -------------------------------------------------------- | ---------------------------------------- | --------- |
| 1996 | «Dear Mama»                                              | Лучшее сольное рэп-исполнение            | Номинация |
| 1996 | Me Against the World                                     | Лучший рэп-альбом                        | Номинация |
| 1997 | All Eyez on Me                                           | Лучший рэп-альбом                        | Номинация |
| 1997 | «How Do U Want It» (совместно с K-Ci & JoJo)             | Лучшее рэп-исполнение дуэтом или группой | Номинация |
| 1997 | «California Love» (совместно с Dr. Dre & Roger Troutman) | Лучшее рэп-исполнение дуэтом или группой | Номинация |
| 2000 | «Changes»                                                | Лучшее сольное рэп-исполнение            | Номинация |

## MOBO Awards
MOBO Awards — награды в «Музыке чёрного происхождения», учрежденные в 1996 году Каней Кингом и Энди Раффеллом. Он проводится ежегодно в Великобритании для признания артистов любой этнической или национальной принадлежности, исполняющих черную музыку. Шакур был номинирован и награждён за Лучшее видео в 1996 году для California Love.
| Год  | Номинируемая работа | Категория    | Результат |
| ---- | ------------------- | ------------ | --------- |
| 1996 | California Love     | Лучшее видео | Победа    |

## MTV Video Music Awards
Премия MTV Video Music Award или сокращенно VMA — награда, вручаемая кабельным телеканалом MTV за лучшие музыкальные клипы. Шакур был номинирован 4 раза — сначала в 1996 году и в конце в 2003 году — за Лучшее рэп-видео.
| Год  | Номинируемая работа                                      | Категория              | Результат |
| ---- | -------------------------------------------------------- | ---------------------- | --------- |
| 1996 | «California Love» (совместно с Dr. Dre и Roger Troutman) | Лучшее рэп-видео       | Номинация |
| 1999 | «Changes»                                                | Лучшее рэп-видео       | Номинация |
| 1999 | «Changes»                                                | Лучшая обработка видео | Номинация |
| 2003 | «Thugz Mansion» (featuring Nas)                          | Лучшее рэп-видео       | Номинация |

## NAACP Image Award
Награда NAACP Image Award — награда, представленная американской Национальной ассоциацией содействия прогрессу цветного населения в честь выдающихся людей цвета в кино, телевидении, музыке и литературе. Шакур был номинирован только 1 раз — в 1994 году.
| Год  | Номинируемая работа             | Категория               | Результат |
| ---- | ------------------------------- | ----------------------- | --------- |
| 1994 | Тупак Шакур в Поэтичная Джастис | Выдающийся актер в кино | Номинация |

## Soul Train Awards
Soul Train Music Awards — ежегодная премия, которая награждает лучших в черной музыке и развлечениях. Шакур был номинирован только три раза, первый раз в 1996 году — За лучший рэп-альбом и в 1997 году — за R&B/Soul или рэп-альбом года и Лучший R&B/Soul или рэп-клип. Он был награждён дважды из трёх номинаций.
| Год  | Номинируемая работа                    | Категория                     | Результат |
| ---- | -------------------------------------- | ----------------------------- | --------- |
| 1996 | Me Against the World                   | Лучший рэп-альбом             | Победа    |
| 1997 | All Eyez on Me                         | R&B/Soul или рэп-альбом года  | Победа    |
| 1997 | «How Do U Want It» / «California Love» | Лучший R&B/Soul или рэп видео | Номинация |

## Source Awards
Source Awards — ежегодное шоу, созданное журналом Source, которое награждает как хип-хоп, так и R&B исполнителей за их вклад в хип-хоп. Шакур был номинирован в 2003 году за Сингл года (мужской сольный исполнитель).
| Год  | Номинируемая работа                            | Категория                                | Результат |
| ---- | ---------------------------------------------- | ---------------------------------------- | --------- |
| 2003 | «Thugz Mansion» (Совместно с Anthony Hamilton) | Сингл года (мужской сольный исполнитель) | Номинация |